# الی اسپرینگ (میزوری)
الی اسپرینگ (به انگلیسی: Alley Spring) یک منطقهٔ مسکونی در ایالات متحده آمریکا است که در میزوری واقع شده‌است. الی اسپرینگ ۴۰۶٫۰ متر بالاتر از سطح دریا واقع شده‌است.